# متیو گیل
متیو گیل (انگلیسی: Matthew Gill؛ زادهٔ ۸ نوامبر ۱۹۸۰) بازیکن فوتبال اهل بریتانیا است.
از باشگاه‌هایی که در آن بازی کرده‌است می‌توان به باشگاه فوتبال پیتربورو یونایتد، باشگاه فوتبال ترانمره راورز، باشگاه فوتبال والسال، باشگاه فوتبال اکستر سیتی، باشگاه فوتبال بریستول راورز، باشگاه فوتبال نوریچ سیتی، و باشگاه فوتبال نوتس کانتی اشاره کرد.